# Geotrogus tusculus
Geotrogus tusculus är en skalbaggsart som beskrevs av Jean Baptiste Lucien Buquet 1840. Geotrogus tusculus ingår i släktet Geotrogus och familjen Melolonthidae. Inga underarter finns listade i Catalogue of Life.